# Richard Hentsch
Friedrich Heinrich Richard Hentsch, född 18 december 1869 i Köln, död 13 februari 1918 i Bukarest, var en tysk militär.
Hentsch blev officer vid infanteriet 1890, major vid generalstaben 1909 och överste 1916. Vid krigsutbrottet 1914 var Hentsch avdelningschef i högsta krigsledningen och sändes under Slaget vid Marne som Helmuth von Moltke den yngres befullmäktigade ombud 8 september till de på tyskarnas högra flygel stående 1:a-3:e arméerna för att utforska läget och vidta därav betingade åtgärder. 9 september på morgonen fattade chefen för 2:a armén i samråd med Hentsch beslutet om återtåg, och Hentsch gav senare på dagen order om återtåg även för 1:a armén, varigenom slagets utgång avgjordes. I september 1915 blev Hentsch överkvartermästare vid 9:e armen och i mars 1917 generalstabschef vid militärförvaltningen i Rumänien.